# Belles
Belles este un oraș din Dominica.